# 芝浦中央公園
芝浦中央公園（しばうらちゅうおうこうえん）は、東京都港区港南一丁目にある公園。面積45,781.97 m2。港区の芝浦港南地区における、面積が最も広い公園である。

## 概要
東京都下水道局芝浦水再生センター内の曝気槽（）の上部を鉄筋コンクリートで蓋をして造られた人工地盤の公園。A～Dの四つの面に分かれており、敷地南側で品川シーズンテラスの敷地と接続している。港区が管理する港区立公園であるが、NTT都市開発が管理する品川シーズンテラスの敷地と連続して一体化しているため、一般には品川シーズンテラスとして認識されている。
公園内ではサクラ、ハナミズキ、アジサイ、クチナシ、サルスベリ、サザンカ、ツバキなど四季折々の花が楽しめるほか、ビオトープ（自然観察池）周辺ではトンボなどの昆虫やカルガモなどの野鳥も見られる。また、高層ビルの谷間からレインボーブリッジや新幹線が望める人気スポットになっている。
高輪ゲートウェイ再開発に伴って、芝浦中央公園と高輪ゲートウェイ駅は歩行者専用デッキで接続される計画がある（2024年完成予定）。
近年は、TVドラマロケーション撮影や音楽PV撮影の名所にもなっており、品川シーズンテラス（NTT都市開発）は施設内のロケ実績をまとめた「ロケ地マップ」を発行した。

## 施設

### A面（昭和55年開園）
公園西側にある芝生と松を中心に各種の植物が植栽された日本庭園エリア。サクラ、ハナミズキ、アジサイ、クチナシ、サルスベリ、サザンカ、ツバキなど四季折々の花が楽しめる。
主な施設は四阿（あずまや）、藤棚、複合遊具、鉄棒、ブランコ、砂場、スプリング遊具、トイレ。

### B面（昭和55年開園）
人工芝とゴムチップ舗装で舗装されたボール遊び広場、木製アスレチック遊具のある芝生広場。港区の花であるバラが植えられているバラ園があり、約40品種のバラが植えられている。
主な施設は木製アスレチック遊具、ドッグラン、バラ園、バスケットゴール、芝生広場、木製アスレチック遊具、ビオトープ、管理事務所、トイレ。

### C面（昭和63年開園）
旧海岸通りをはさんでA・B・D面の向かいに位置する芝浦中央公園運動場エリア。
主な施設は人工芝テニスコート、テニス練習ボード、フットサル場。

### D面（平成27年開園）
園内で最も広い、芝浦水再生センターの上部に建設された商業施設の緑地と一体で整備されたエリア。広大な芝生地季節を通じて草花や生き物が移り変わる。芝浦水再生センターからの再生水を活用した湿生花園を点在させることでさらなる生態系の充実を図っている。
主な施設は芝生広場、噴水、湿生花園、展望台、ウッドデッキ。

## イベント
下記のイベントをはじめとして四季を通じて、さまざまなイベントが行なわれる。
- 品川オープンシアター[5]
- 品川やきいもテラス[6]
- 品川シーズンマルシェ[7]